# 삼차 방정식

삼차 함수 의 그래프

대수학에서, 삼차 방정식(三次方程式, 영어: cubic equation)은 최고차항의 차수가 3인 다항 방정식이다. 즉, 다음과 같은 형태의 방정식이다.
{\displaystyle ax^{3}+bx^{2}+cx+d=0}
{\displaystyle a\neq 0}
복소수 계수 삼차 방정식의 해는 계수의 사칙연산과 제곱근 및 세제곱근을 통해 나타낼 수 있다. 이를 카르다노 공식(영어: Cardano’s formula)이라고 한다. 이는 표수가 2나 3이 아닌 모든 체에서도 유효하다. 표수 2나 3의 경우, 사칙연산이나 거듭제곱근 밖에도, 아르틴-슈라이어 거듭제곱근을 추가적으로 사용한다.
근의 일부 성질은 근을 구하지 않고도 알아낼 수 있다. 3차 다항식에 대한 비에트 정리는 세 근에 대한 기본 대칭 다항식을 방정식의 계수를 통해 나타낸다. 삼차 방정식의 근이 겹치는지 여부는 판별식이 0인지 여부와 동치이다. 실수 계수 삼차 방정식은 세 실근을 가지거나 하나의 실근과 두 허근을 가지며, 전자의 경우 세 실근이 겹칠 수 있다. 어떤 경우에 속하는지는 판별식의 부호를 알면 알 수 있다. 3차 다항식의 갈루아 군은 3차 대칭군이거나 3차 교대군이며, 이는 판별식이 제곱인지 여부 또는 어떤 특별한 2차 다항식의 성질에 따라 다르다.
고대 바빌로니아에서 이미 대수적으로 풀려 있었다고 생각되는 2차 방정식과 달리, 삼차 방정식이 대수적으로 풀린 것은 16세기가 되고 나서이다. 11세기 무렵 원추 곡선에 의한 작도에 의해서 삼차 방정식의 근을 기하학적으로 나타냈다 오마르 하이얌도, 삼차 방정식을 대수적으로 풀 수 없다고 생각하고 있었다. 삼차 방정식의 대수적 해법은 갈루아 이론으로 도달하는 대수방정식론의 시작이며 카르다노의 저서 「아르스 마그나」에 의해서 삼차 방정식과 4차 방정식의 대수적 해법을 공표했다. 1545년은 이 공표로 인하여 현대 수학자들에게 수학 시작의 해로 여겨지고 있다.
아직 음수가 수학자들에게 별로 받아 들여지지 않았던 시대이며 모든 계수가 정수이다고 하여 다루어졌기 때문에 예를 들면,
{\displaystyle x^{3}=a_{1}x+a_{0}}
{\displaystyle x^{3}+a_{1}x=a_{0}}
의 2개의 삼차 방정식은, 모두 2차항이 없는 삼차 방정식이지만, 다른 형태의 방정식으로 여겨졌다. 이와 같이, 음수조차 기피되던 시대에, 삼차 방정식의 대수적 해법은 허수를 가져왔다. 삼차 방정식의 근이 모두 실수인 경우에 한해서도, 대수적 해법을 고집하는 한 허수를 피하고는 통과할 수 없는 것이다. 허수에 대한 불안은 19세기에 오귀스탱 루이 코시 나 카를 프리드리히 가우스가 활약하게 될 때까지 계속되었다.
또, 삼차 방정식과 4차 방정식의 대수적 해법의 발견을 바탕으로 수학자들은 5차 이상의 일반의 대수방정식의 대수적 해법을 추구했다. 최종적으로, 이 대수적 해법의 존재는 아벨-루피니 정리에 의해서 부정되지만, 갈루아 이론으로서 결과로 군이나 체 등의, 기본적인 대수적 구조의 개념을 낳았다.

## 정의
체 {\displaystyle K} 계수 삼차 방정식은 차수 3의 다항식의 근을 찾는 방정식이다.
{\displaystyle ax^{3}+bx^{2}+cx+d=0}
{\displaystyle a,b,c,d\in K}
{\displaystyle a\neq 0}
3차항의 계수가 0이 아니므로, 양변을 {\displaystyle a}로 나누어 일계수 방정식의 꼴로 적을 수 있다.
{\displaystyle x^{3}+{\frac {b}{a}}x^{2}+{\frac {c}{a}}x+{\frac {d}{a}}=0}
이 경우, 계수 {\displaystyle b/a,c/a,d/a\in K}들은 여전히 체의 원소들이다.
삼차 방정식을 만족하는, {\displaystyle K}의 확대체의 원소를 삼차 방정식의 근이라고 한다. 만약 {\displaystyle \alpha }가 근이라면, 삼차 방정식의 좌변은 1차 다항식 {\displaystyle x-\alpha }와 어떤 2차 다항식의 곱으로 인수 분해할 수 있다. 다시 2차 다항식의 근을 찾아 인수 분해하면, 삼차 방정식은 결국 {\displaystyle a(x-\alpha )(x-\beta )(x-\gamma )=0}의 꼴로 인수 분해된다. 이 경우, 삼차 방정식의 모든 근은 {\displaystyle \alpha }, {\displaystyle \beta }, {\displaystyle \gamma }이며, 세 근은 서로 겹칠 수 있다. 즉, 세 근은 중복집합을 이룬다. 근의 중복집합 {\displaystyle \{\alpha ,\beta ,\gamma \}}은 {\displaystyle K}의 어떤 대수적 폐포 {\displaystyle {\bar {K}}}의 부분 집합이며, {\displaystyle K}의 부분 집합일 필요는 없다. 예를 들어, {\displaystyle {\bar {\mathbb {R} }}=\mathbb {C} }이므로, 실수 계수 다항식의 근은 일반적으로 복소수이다.
압축 삼차 방정식(영어: depressed cubic equation)은 2차항 계수가 0인 (일계수) 삼차 방정식이다.
{\displaystyle x^{3}+px+q=0}
{\displaystyle p,q\in K}
체 {\displaystyle K} 계수 3차 다항식
{\displaystyle f(x)=ax^{3}+bx^{2}+cx+d\in K[x]}
의 이차 분해식(二次分解式, 영어: quadratic resolvent)은 다음과 같은 2차 다항식 {\displaystyle r(f)\in K[x]}이다.
{\displaystyle r(f)(x)=a^{4}x^{2}+a^{2}(bc-3ad)x+(b^{3}d+ac^{3}+9a^{2}d^{2}-6abcd)}
특히,
{\displaystyle f(x)=x^{3}+px+q}
가 압축 3차 다항식인 경우,
{\displaystyle r(f)(x)=x^{2}-3qx+(p^{3}+9q^{2})}
이다.

## 성질

### 압축
체 {\displaystyle K} 계수 삼차 방정식
{\displaystyle ax^{3}+bx^{2}+cx+d=0}
이 주어졌다고 하자. 만약 {\displaystyle K}의 표수 {\displaystyle \operatorname {char} K}가 3이 아니라면, 치른하우스 변형 {\displaystyle x=y-b/3a}를 통해 압축 삼차 방정식
{\displaystyle y^{3}+py+q=0}
으로 만들 수 있다. 압축 방정식의 계수는 다음과 같다.
{\displaystyle p={\frac {3ac-b^{2}}{3a^{2}}}}
{\displaystyle q={\frac {2b^{3}-9abc+27a^{2}d}{27a^{3}}}}
만약 {\displaystyle y^{3}+py+q=0}의 근의 중복집합이 {\displaystyle \{\alpha ',\beta ',\gamma '\}}이라면, {\displaystyle ax^{3}+bx^{2}+cx+d=0}의 근들의 중복집합은 {\displaystyle \alpha =\alpha '-b/3a}, {\displaystyle \beta =\beta '-b/3a}, {\displaystyle \gamma =\gamma '-b/3a}로 이루어진다.
만약 {\displaystyle \operatorname {char} K=3}이라면, {\displaystyle K}에서 1/3이 정의되지 않으므로, 치른하우스 변형을 사용할 수 없다. 그러나 만약 추가로
{\displaystyle b\neq 0}
{\displaystyle ac^{3}+2b^{2}c^{2}+b^{3}d\neq 0}
이라면, 치환 {\displaystyle x=1/y+c/b}를 가하면 압축 삼차 방정식
{\displaystyle y^{3}+py+q=0}
을 얻으며, 그 계수는 다음과 같다.
{\displaystyle p={\frac {b^{4}}{ac^{3}+2b^{2}c^{2}+b^{3}d}}}
{\displaystyle q={\frac {ab^{3}}{ac^{3}+2b^{2}c^{2}+b^{3}d}}}
만약 {\displaystyle y^{3}+py+q=0}의 근의 중복집합이 {\displaystyle \{\alpha ',\beta ',\gamma '\}}이라면, {\displaystyle ax^{3}+bx^{2}+cx+d=0}의 근들의 중복집합은 {\displaystyle \{1/\alpha '+c/b,1/\beta '+c/b,1/\gamma '+c/b\}}이다. 만약 {\displaystyle b=0}이라면, 이미 압축 방정식의 꼴이다. 만약 {\displaystyle b\neq 0}이며 {\displaystyle ac^{3}+2b^{2}c^{2}+b^{3}d=0}이라면, 치환 {\displaystyle x=t+c/b}를 가하면 1차항 및 상수항이 0인 삼차 방정식 {\displaystyle at^{3}+bt^{2}=0}을 얻으며, 그 풀이는 자명하다.
따라서, 삼차 방정식의 풀이는 압축 삼차 방정식의 풀이로 귀결된다. 카르다노의 방법은 삼차 방정식의 풀이를 압축 삼차 방정식의 풀이로 귀결시킨다. 라그랑주 분해식을 통한 풀이에서 압축은 필수적이지 않으나, 계산을 더 단순하게 만든다. 표수 3에서 압축은 계산을 단순화하는 데 그리 도움이 되지 않는다.

### 비에트 정리
체 {\displaystyle K} 계수의 3차 다항식
{\displaystyle f(x)=ax^{3}+bx^{2}+cx+d\in K[x]}
이 주어졌으며, {\displaystyle \{\alpha ,\beta ,\gamma \}}가 {\displaystyle f(x)=0}의 근의 중복집합이라고 하자. 그렇다면, {\displaystyle f(x)}는 세 근에 대응하는 세 1차 다항식들로 인수 분해되며, 이를 다시 전개하여 계수를 구하면 다음과 같다.
{\displaystyle {\begin{aligned}f(x)&=a(x-\alpha )(x-\beta )(x-\gamma )\\&=a(x^{3}-(\alpha +\beta +\gamma )x^{2}+(\alpha \beta +\beta \gamma +\alpha \gamma )x-\alpha \beta \gamma )\end{aligned}}}
이를 원래 계수들과 비교하면 근과 계수 사이의 관계를 얻는다.
{\displaystyle \alpha +\beta +\gamma =-{\frac {b}{a}}}
{\displaystyle \alpha \beta +\beta \gamma +\alpha \gamma ={\frac {c}{a}}}
{\displaystyle \alpha \beta \gamma =-{\frac {d}{a}}}
이는 삼차 방정식에 대한 비에트 정리이다. 좌변은 세 근에 대한 기본 대칭 다항식이다. 모든 대칭 다항식은 기본 대칭 다항식들에 대한 다항식이므로, 세 근에 대한 임의의 대칭 다항식은 {\displaystyle b/a}, {\displaystyle c/a}, {\displaystyle d/a}에 대한 다항식으로 나타낼 수 있다. 예를 들어, 다음과 같은 등식들은 삼차 방정식의 라그랑주 분해식을 통한 풀이에서 사용된다.
{\displaystyle {\begin{aligned}\alpha ^{3}+\beta ^{3}+\gamma ^{3}&=(\alpha +\beta +\gamma )^{3}-3(\alpha +\beta +\gamma )(\alpha \beta +\beta \gamma +\alpha \gamma )+3\alpha \beta \gamma \\&={\frac {3abc-b^{3}-3a^{2}d}{a^{3}}}\end{aligned}}}
{\displaystyle {\begin{aligned}(\alpha ^{2}\beta +\beta ^{2}\gamma +\alpha \gamma ^{2})+(\alpha \beta ^{2}+\beta \gamma ^{2}+\alpha ^{2}\gamma )&=(\alpha +\beta +\gamma )(\alpha \beta +\beta \gamma +\alpha \gamma )-3\alpha \beta \gamma \\&={\frac {3ad-bc}{a^{2}}}\end{aligned}}}
다음 등식들은 이차 분해식의 성질의 증명 및 3차 다항식의 갈루아 군의 묘사의 증명에서 사용된다.
{\displaystyle {\begin{aligned}\alpha ^{3}\beta ^{3}+\beta ^{3}\gamma ^{3}+\alpha ^{3}\gamma ^{3}&=(\alpha \beta +\beta \gamma +\alpha \gamma )^{3}\\&\qquad \qquad -3\alpha \beta \gamma (\alpha +\beta +\gamma )(\alpha \beta +\beta \gamma +\alpha \gamma )+3(\alpha \beta \gamma )^{2}\\&={\frac {c^{3}+3ad^{2}-3bcd}{a^{3}}}\end{aligned}}}
{\displaystyle {\begin{aligned}(\alpha ^{2}\beta +\beta ^{2}\gamma +\alpha \gamma ^{2})(\alpha \beta ^{2}+\beta \gamma ^{2}+\alpha ^{2}\gamma )&=\alpha \beta \gamma (\alpha ^{3}+\beta ^{3}+\gamma ^{3})\\&\qquad \qquad +(\alpha ^{3}\beta ^{3}+\beta ^{3}\gamma ^{3}+\alpha ^{3}\gamma ^{3})+3\alpha ^{2}\beta ^{2}\gamma ^{2}\\&={\frac {b^{3}d+ac^{3}+9a^{2}d^{2}-6abcd}{a^{4}}}\end{aligned}}}
압축 다항식
{\displaystyle f(x)=x^{3}+px+q}
의 경우, 다음과 같다.
{\displaystyle \alpha +\beta +\gamma =0}
{\displaystyle \alpha \beta +\beta \gamma +\alpha \gamma =p}
{\displaystyle \alpha \beta \gamma =-q}
{\displaystyle \alpha ^{3}+\beta ^{3}+\gamma ^{3}=-3q}
{\displaystyle (\alpha ^{2}\beta +\beta ^{2}\gamma +\alpha \gamma ^{2})+(\alpha \beta ^{2}+\beta \gamma ^{2}+\alpha ^{2}\gamma )=3q}
{\displaystyle \alpha ^{3}\beta ^{3}+\beta ^{3}\gamma ^{3}+\alpha ^{3}\gamma ^{3}=p^{3}+3q^{2}}
{\displaystyle (\alpha ^{2}\beta +\beta ^{2}\gamma +\alpha \gamma ^{2})(\alpha \beta ^{2}+\beta \gamma ^{2}+\alpha ^{2}\gamma )=p^{3}+9q^{2}}

### 판별식
체 {\displaystyle K} 계수의 3차 다항식
{\displaystyle f(x)=ax^{3}+bx^{2}+cx+d\in K[x]}
의 판별식은 다음과 같다.
{\displaystyle D(f)=b^{2}c^{2}-4ac^{3}-4b^{3}d-27a^{2}d^{2}+18abcd\in K}
만약
{\displaystyle f(x)=x^{3}+px+q}
가 압축 3차 다항식인 경우, 판별식은 다음과 같이 단순해진다.
{\displaystyle D(f)=-4p^{3}-27q^{2}}
{\displaystyle \{\alpha ,\beta ,\gamma \}}가 {\displaystyle f(x)}의 근의 중복집합이라고 하자. 그렇다면, 판별식의 한 제곱근은 다음과 같다.
{\displaystyle {\begin{aligned}{\sqrt {D(f)}}&=a^{2}(\alpha -\beta )(\alpha -\gamma )(\beta -\gamma )\\&=a^{2}(\alpha ^{2}\beta +\beta ^{2}\gamma +\alpha \gamma ^{2})-(\alpha \beta ^{2}+\beta \gamma ^{2}+\alpha ^{2}\gamma )\\&\in {\bar {K}}\end{aligned}}}
(즉, 제곱하면 판별식이 된다. 다만, 실수 계수 다항식의 경우, 이는 음이 아닌 제곱근이 아닐 수 있다.) 이는 {\displaystyle K}에 속할 수도, 속하지 않을 수도 있다.
특히, 만약 {\displaystyle D(f)\neq 0}이라면, {\displaystyle f(x)}의 세 근은 서로 겹치지 않는다. 만약 {\displaystyle D(f)=0}이라면, 둘 또는 셋이 겹친다.
표수가 3이 아닌 체 {\displaystyle K} 계수의 3차 다항식
{\displaystyle f(x)=ax^{3}+bx^{2}+cx+d\in K[x]}
의 압축 형태
{\displaystyle g(x)=x^{3}+px+q\in K[x]}
{\displaystyle p={\frac {3ac-b^{2}}{3a^{2}}}}
{\displaystyle q={\frac {2b^{3}-9abc+27a^{2}d}{27a^{3}}}}
의 판별식은 다음과 같다.
{\displaystyle D(g)=D(f)/a^{4}}
즉, 최고차항의 계수의 배수의 차이를 무시하면, 압축 전후의 판별식은 같다. 이는 압축은 세 근을 같은 양만큼 평행 이동시키므로, 두 근의 차를 변화시키지 않기 때문이다. 또한, {\displaystyle K=\mathbb {R} }인 경우, {\displaystyle a^{4}}는 양의 실수이므로, 두 판별식의 부호는 일치한다.

### 실수 계수
{\displaystyle K=\mathbb {R} }가 실수체인 경우, 실수 계수 3차 다항식
{\displaystyle f(x)=ax^{3}+bx^{2}+cx+d\in \mathbb {R} [x]}
{\displaystyle a,b,c,d\in \mathbb {R} }
{\displaystyle a\neq 0}
은 세 실근을 가지거나, 하나의 실근과 두 허근을 가진다. 실근은 서로 겹칠 수 있으며, 허근은 서로 겹칠 수 없다. (실근과 허근은 물론 겹칠 수 없다.) 이는 판별식 {\displaystyle D(f)\in \mathbb {R} }의 부호에 따라 결정된다.:633
- 만약 {\displaystyle D(f)>0}이라면, {\displaystyle f(x)=0}은 서로 다른 세 실근을 가진다.
- 만약 {\displaystyle D(f)=0}이라면, {\displaystyle f(x)=0}은 서로 같은 세 실근을 가지거나, 하나의 실근과 서로 같은 두 실근을 가진다.
  - 만약 {\displaystyle D(f)=0}이며 {\displaystyle 9abc\neq 2b^{3}+27a^{2}d}라면, 하나의 실근과 서로 같은 두 실근을 가진다.
  - 만약 {\displaystyle D(f)=0}이며 {\displaystyle 9abc=2b^{3}+27a^{2}d}라면, 서로 같은 세 실근을 가진다.
- 만약 {\displaystyle D(f)<0}이라면, {\displaystyle f(x)}는 하나의 실근과 서로 다른 두 허근을 갖는다. 또한, 두 허근은 서로 복소켤레이다.

이는
{\displaystyle {\sqrt {D(f)}}=a^{2}(\alpha -\beta )(\alpha -\gamma )(\beta -\gamma )}
이기 때문이다. 만약 {\displaystyle \alpha }, {\displaystyle \beta }, {\displaystyle \gamma }가 실수라면, {\displaystyle {\sqrt {D(f)}}}가 실수이므로 {\displaystyle D(f)\geq 0}은 음이 아닌 실수이다. 만약 {\displaystyle \alpha }가 실수이며, {\displaystyle \beta }와 {\displaystyle \gamma ={\bar {\beta }}}가 서로 복소켤레인 허수라면, {\displaystyle {\sqrt {D(f)}}=a^{2}(\alpha ^{2}+(\beta +{\bar {\beta }})\alpha +\beta {\bar {\beta }})(\beta -{\bar {\beta }})}는 순허수이므로, {\displaystyle D(f)<0}이다.
3차 다항식을 미분하여 얻는 2차 다항식
{\displaystyle f'(x)=3ax^{2}+2bx+c\in \mathbb {R} [x]}
을 통해서도 실근의 수와 중복 여부를 가릴 수 있다. 구체적으로,
{\displaystyle D(f')=4b^{2}-12ac\in \mathbb {R} }
가 이 2차 다항식의 판별식이라고 하였을 때,
- {\displaystyle D(f')>0}인 경우, {\displaystyle f'(x)=0}의 두 서로 다른 실근을 {\displaystyle \alpha ,\beta }라 하자.
  - {\displaystyle f(\alpha )f(\beta )>0}인 경우 하나의 실근과 서로 다른 두 허근이 존재한다.
  - {\displaystyle f(\alpha )f(\beta )=0}인 경우 하나의 실근과 서로 같은 두 실근이 존재한다.
  - {\displaystyle f(\alpha )f(\beta )<0}인 경우 서로 다른 세 실근이 존재한다.
- {\displaystyle D(f')=0}인 경우 {\displaystyle f'(x)=0}의 이중 실근을 {\displaystyle \alpha }라 하자.
  - {\displaystyle f(\alpha )=0}인 경우 서로 같은 세 실근이 존재한다.
  - {\displaystyle f(\alpha )\neq 0}인 경우 하나의 실근과 서로 다른 두 허근이 존재한다.
- {\displaystyle D(f')<0}인 경우 하나의 실근과 서로 다른 두 허근이 존재한다.

### 이차 분해식
체 {\displaystyle K} 계수 3차 다항식 {\displaystyle f(x)\in K[x]}의 근의 중복집합이 {\displaystyle \{\alpha ,\beta ,\gamma \}}라고 하자. 그렇다면, {\displaystyle f(x)}의 이차 분해식 {\displaystyle r(f)}의 두 근은 {\displaystyle \alpha ^{2}\beta +\beta ^{2}\gamma +\alpha \gamma ^{2}}과 {\displaystyle \alpha \beta ^{2}+\beta \gamma ^{2}+\alpha ^{2}\gamma }이다. 이는 두 근의 합과 곱이 {\displaystyle r(f)}에 대한 비에트 정리와 일치하기 때문이다.
이차 분해식의 판별식은 원래 3차 다항식의 판별식과 같다. 즉, 체 {\displaystyle K} 계수 3차 다항식 {\displaystyle f\in K[x]}에 대하여, 항상
{\displaystyle \operatorname {disc} (r(f))=\operatorname {disc} (f)}
이다.

### 갈루아 군
체 {\displaystyle K} 및 3차 분해 가능 기약 다항식 {\displaystyle f\in K[x]}가 주어졌다고 하자. 여기서, 분해 가능성은 {\displaystyle f(x)}의 근 {\displaystyle \alpha }, {\displaystyle \beta }, {\displaystyle \gamma }가 서로 다름을 뜻하며, 이는 {\displaystyle D(f)\neq 0}과 동치이다. 그렇다면, {\displaystyle f(x)}의 분해체 {\displaystyle K(\alpha ,\beta ,\gamma )}의 갈루아 군
{\displaystyle \operatorname {Gal} (K(\alpha ,\beta ,\gamma )/K)}
는 3차 대칭군 {\displaystyle \operatorname {Sym} (3)} 또는 3차 교대군 {\displaystyle \operatorname {Alt} (3)}과 동형이다. 이는 갈루아 군이 세 근의 집합 {\displaystyle \{\alpha ,\beta ,\gamma \}} 위에서 충실하게 또한 추이적으로 작용하기 때문이다. 둘 가운데 어떤 군인지는 이차 분해식 {\displaystyle r(f)\in K[x]}가 {\displaystyle K[x]}에서 완전히 인수 분해되는지 여부에 따라 결정된다.
- 만약 {\displaystyle r(f)(\xi )=0}인 {\displaystyle \xi \in K}가 존재하지 않는다면, 갈루아 군 {\displaystyle \operatorname {Gal} (K(\alpha ,\beta ,\gamma )/K)}는 {\displaystyle \operatorname {Sym} (3)}과 동형이다.
- 만약 {\displaystyle r(f)(\xi )=0}인 {\displaystyle \xi \in K}가 존재한다면, 갈루아 군 {\displaystyle \operatorname {Gal} (K(\alpha ,\beta ,\gamma )/K)}는 {\displaystyle \operatorname {Alt} (3)}과 동형이다.

만약 {\displaystyle \operatorname {char} K\neq 2}라면, 3차 분해 가능 기약 다항식 {\displaystyle f\in K[x]}에 대하여, 다음 두 조건이 서로 동치이다.
- {\displaystyle r(f)(x)=0}인 {\displaystyle x\in K}가 존재한다.
- {\displaystyle {\sqrt {D(f)}}\in K}. 즉, 판별식은 어떤 {\displaystyle K}의 원소의 제곱이다.

따라서, 이 경우 갈루아 군은 판별식이 제곱인지 여부에 따라 결정된다.:493, Theorem 16.8.5
- 만약 {\displaystyle {\sqrt {D(f)}}\not \in K}라면, {\displaystyle \operatorname {Gal} (K(\alpha ,\beta ,\gamma )/K)\cong \operatorname {Sym} (3)}
- 만약 {\displaystyle {\sqrt {D(f)}}\in K}라면, {\displaystyle \operatorname {Gal} (K(\alpha ,\beta ,\gamma )/K)\cong \operatorname {Alt} (3)}

## 대수적 풀이

### 카르다노 공식
체 {\displaystyle K}의 표수 {\displaystyle \operatorname {char} K}가 2나 3이 아니라고 하자. 그렇다면, 임의의 {\displaystyle K} 계수 삼차 방정식
{\displaystyle ax^{3}+bx^{2}+cx+d=0}
{\displaystyle a,b,c,d\in K}
{\displaystyle a\neq 0}
의 근은 다음과 같다. 이를 카르다노 공식이라고 한다.:632, (14.27)
{\displaystyle \alpha =-{\frac {b}{3a}}+{\sqrt[{3}]{-{\frac {q}{2}}+{\sqrt {{\frac {q^{2}}{4}}+{\frac {p^{3}}{27}}}}}}+{\sqrt[{3}]{-{\frac {q}{2}}-{\sqrt {{\frac {q^{2}}{4}}+{\frac {p^{3}}{27}}}}}}}
{\displaystyle \beta =-{\frac {b}{3a}}+\omega ^{2}{\sqrt[{3}]{-{\frac {q}{2}}+{\sqrt {{\frac {q^{2}}{4}}+{\frac {p^{3}}{27}}}}}}+\omega {\sqrt[{3}]{-{\frac {q}{2}}-{\sqrt {{\frac {q^{2}}{4}}+{\frac {p^{3}}{27}}}}}}}
{\displaystyle \gamma =-{\frac {b}{3a}}+\omega {\sqrt[{3}]{-{\frac {q}{2}}+{\sqrt {{\frac {q^{2}}{4}}+{\frac {p^{3}}{27}}}}}}+\omega ^{2}{\sqrt[{3}]{-{\frac {q}{2}}-{\sqrt {{\frac {q^{2}}{4}}+{\frac {p^{3}}{27}}}}}}}
여기서
- {\displaystyle p=(3ac-b^{2})/3a^{2}}은 이 삼차 방정식에 대응하는 압축 삼차 방정식의 1차항 계수이다.
- {\displaystyle q=(2b^{3}-9abc+27a^{2}d)/27a^{3}}은 이 삼차 방정식에 대응하는 압축 삼차 방정식의 상수항이다.
- {\displaystyle \omega =(-1+{\sqrt {-3}})/2}는 1의 원시 세제곱근이다. {\displaystyle \operatorname {char} K\nmid 3}이므로, 1의 원시 세제곱근이 존재한다. 이는 서로 다른 둘이 있으며, {\displaystyle \omega }가 주어지면 나머지 하나는 {\displaystyle \omega ^{2}}이다. 만약 {\displaystyle \omega } 대신 {\displaystyle \omega ^{2}}을 사용하면, {\displaystyle \beta }와 {\displaystyle \gamma }의 자리가 바뀐다.{\displaystyle \operatorname {char} K\nmid 2}이므로, {\displaystyle \omega =(-1+{\sqrt {-3}})/2}, {\displaystyle \omega ^{2}=(-1-{\sqrt {-3}})/2}로 잡을 수 있다. 만약 {\displaystyle K}가 복소수체 {\displaystyle \mathbb {C} }의 부분체라면, {\displaystyle \omega =\mathrm {e} ^{2\pi \mathrm {i} /3}}, {\displaystyle \omega ^{2}=\mathrm {e} ^{4\pi \mathrm {i} /3}}로 잡을 수 있다.
- 임의의 {\displaystyle r\in K}에 대하여, {\displaystyle {\sqrt {r}}}는 {\displaystyle r}의 제곱근이다. 이는 둘이 있으며, 겹칠 수 있다. 하나 {\displaystyle {\sqrt {r}}}가 주어지면 나머지 하나는 {\displaystyle -{\sqrt {r}}}이다. 카르다노 공식에 등장하는 제곱근 {\displaystyle {\sqrt {r}}}를 {\displaystyle -{\sqrt {r}}}로 대체하면 {\displaystyle \beta }와 {\displaystyle \gamma }의 자리가 바뀐다.
- 임의의 {\displaystyle r\in K}에 대하여, {\displaystyle {\sqrt[{3}]{r}}}는 {\displaystyle r}의 세제곱근이다. 이는 셋이 있으며, 겹칠 수 있다. 하나 {\displaystyle {\sqrt[{3}]{r}}}가 주어지면, 나머지 둘은 {\displaystyle \omega {\sqrt[{3}]{r}}}와 {\displaystyle \omega ^{2}{\sqrt[{3}]{r}}}이다. 카르다노 공식에 등장하는 두 세제곱근은 곱이 {\displaystyle -p/3}가 되도록 골라야 한다. 이 조건이 없으면 두 세제곱근을 고르는 방법은 아홉 가지이지만, 이 조건에 따라 하나를 고르면 나머지 하나가 결정되므로 세 가지 방법이 남는다. {\displaystyle u}와 {\displaystyle v}가 한 방법이라고 하였을 때, 나머지 두 방법은 {\displaystyle \omega ^{2}u}와 {\displaystyle \omega v}, {\displaystyle \omega u}와 {\displaystyle \omega ^{2}v}이다. {\displaystyle u}와 {\displaystyle v}를 {\displaystyle \omega ^{2}u}와 {\displaystyle \omega v}로 대체하면 {\displaystyle \alpha ,\beta ,\gamma }는 {\displaystyle \beta ,\gamma ,\alpha }로 순열되며, {\displaystyle \omega u}와 {\displaystyle \omega ^{2}v}로 대체하면 {\displaystyle \gamma ,\alpha ,\beta }로 순열된다. 만약 {\displaystyle K=\mathbb {R} }이며, {\displaystyle u^{3}}와 {\displaystyle v^{3}}가 모두 실수라면, {\displaystyle u}와 {\displaystyle v}는 실수로 고를 수 있다. 이는 곱 {\displaystyle uv=-p/3}이 실수이기 때문이다. 이 경우, 판별식은 음의 실수가 된다.

### 카르다노 공식의 유도

#### 카르다노의 방법
이 증명은 스키피오네 델페로와 니콜로 폰타나 타르탈리아의 아이디어이며, 지롤라모 카르다노가 1945년 저서 《위대한 예술》(라틴어: Ars Magna 아르스 마그나[*])에 처음 출판하였다. {\displaystyle \operatorname {char} K\neq 3}이므로, 압축 삼차 방정식
{\displaystyle y^{3}+py+q=0}
을 풀면 충분하다 (#압축 참고). 항등식
{\displaystyle (u+v)^{3}-3uv(u+v)-(u^{3}+v^{3})=0}
을 생각하자. 이 항등식에 따라, 만약 {\displaystyle u}와 {\displaystyle v}가 두 등식
{\displaystyle p=-3uv}
{\displaystyle q=-(u^{3}+v^{3})}
를 만족한다면, {\displaystyle u+v}는 삼차 방정식 {\displaystyle y^{3}+py+q=0}의 근이다. 첫째 등식을 만족하려면
{\displaystyle -{\frac {p^{3}}{27}}=u^{3}v^{3}}
이어야 한다. 둘째 등식과 이 등식에 따라, {\displaystyle u^{3}}와 {\displaystyle v^{3}}는 이차 방정식
{\displaystyle y^{2}+qy-{\frac {p^{3}}{27}}=0}
의 두 근이다. {\displaystyle \operatorname {char} K\neq 2}이므로, 두 근은 이차 방정식의 통상적인 근의 공식을 사용하여 나타낼 수 있다.
{\displaystyle u^{3}=-{\frac {q}{2}}+{\sqrt {{\frac {q^{2}}{4}}+{\frac {p^{3}}{27}}}}}
{\displaystyle v^{3}=-{\frac {q}{2}}-{\sqrt {{\frac {q^{2}}{4}}+{\frac {p^{3}}{27}}}}}
이제, {\displaystyle u}와 {\displaystyle v}는 {\displaystyle u^{3}}와 {\displaystyle v^{3}}의 세제곱근이다. 그런데 모든 세제곱근이 등식 {\displaystyle p=-3uv}를 만족하는 것은 아니다. 세제곱근
{\displaystyle u={\sqrt[{3}]{-{\frac {q}{2}}+{\sqrt {{\frac {q^{2}}{4}}+{\frac {p^{3}}{27}}}}}}}
{\displaystyle v={\sqrt[{3}]{-{\frac {q}{2}}-{\sqrt {{\frac {q^{2}}{4}}+{\frac {p^{3}}{27}}}}}}}
을 {\displaystyle u}와 {\displaystyle v}의 곱이 {\displaystyle -p/3}이 되도록 고르자. 이는 항상 가능하다. {\displaystyle -p^{3}/27=u^{3}v^{3}}이므로, {\displaystyle uv}는 {\displaystyle -p^{3}/27}의 세제곱근이며, 이는 {\displaystyle -p/3}, {\displaystyle -\omega p/3}, {\displaystyle -\omega ^{2}p/3}의 셋이 있다. 만약 {\displaystyle uv\neq -p/3}이라면, {\displaystyle u}나 {\displaystyle v}에 {\displaystyle \omega ^{2}} 또는 {\displaystyle \omega }을 곱하여 곱이 {\displaystyle -p/3}이 되도록 만들 수 있으며, 이 경우 새로운 {\displaystyle u} 또는 {\displaystyle v}는 여전히 세제곱근이다. 이제,
{\displaystyle u+v={\sqrt[{3}]{-{\frac {q}{2}}+{\sqrt {{\frac {q^{2}}{4}}+{\frac {p^{3}}{27}}}}}}+{\sqrt[{3}]{-{\frac {q}{2}}-{\sqrt {{\frac {q^{2}}{4}}+{\frac {p^{3}}{27}}}}}}}
은 삼차 방정식 {\displaystyle y^{3}+py+q=0}의 근이다.
하나의 근을 구하면 나머지 근들은 이차 방정식 {\displaystyle (y^{3}+py+q)/(y-(u+v))=0}을 풀어 얻을 수 있다. 나머지 근들을 명시적으로 나타내려면 다음과 같이 계속한다. 어떤 {\displaystyle u}와 {\displaystyle v}의 선택에 대하여, {\displaystyle \omega u}와 {\displaystyle \omega ^{2}v}는 {\displaystyle u^{3}}와 {\displaystyle v^{3}}의 세제곱근이며, 곱은 {\displaystyle -p/3}이다. 마찬가지로, {\displaystyle \omega ^{2}u}와 {\displaystyle \omega v} 역시 {\displaystyle u^{3}}와 {\displaystyle v^{3}}의 세제곱근이며, 곱은 {\displaystyle -p/3}이다. 따라서, 나머지 두 근은 다음과 같다.
{\displaystyle \omega u+\omega ^{2}v=\omega {\sqrt[{3}]{-{\frac {q}{2}}+{\sqrt {{\frac {q^{2}}{4}}+{\frac {p^{3}}{27}}}}}}+\omega ^{2}{\sqrt[{3}]{-{\frac {q}{2}}-{\sqrt {{\frac {q^{2}}{4}}+{\frac {p^{3}}{27}}}}}}}
{\displaystyle \omega ^{2}u+\omega v=\omega ^{2}{\sqrt[{3}]{-{\frac {q}{2}}+{\sqrt {{\frac {q^{2}}{4}}+{\frac {p^{3}}{27}}}}}}+\omega {\sqrt[{3}]{-{\frac {q}{2}}-{\sqrt {{\frac {q^{2}}{4}}+{\frac {p^{3}}{27}}}}}}}

#### 라그랑주 분해식을 통한 방법
이 증명은 조제프루이 라그랑주가 1771년 논문 《방정식의 대수적 풀이에 대한 고찰》(프랑스어: Réflexions sur la résolution algébrique des équations)에서 도입한 방법을 사용한다. 이 방법은 사차 방정식에 대해서도 유효하다. 표수가 3이 아니므로, 압축 삼차 방정식
{\displaystyle y^{3}+py+q=0}
을 생각하면 충분하다 (#압축 참고). (다만, 라그랑주의 방법은 비압축 형태에 대해서도 유효하다.) {\displaystyle \{\alpha ,\beta ,\gamma \}}가 {\displaystyle y^{3}+py+q=0}의 근의 중복집합이라고 하자. 이제, 라그랑주 분해식
{\displaystyle \theta _{1}=\alpha +\omega \beta +\omega ^{2}\gamma }
{\displaystyle \theta _{2}=\alpha +\omega ^{2}\beta +\omega \gamma }
들을 생각하자. 기약 다항식의 경우, 쿠머 이론에 따라 분해체 {\displaystyle K(\alpha ,\beta ,\gamma )}는 {\displaystyle K({\sqrt {D}})}의 3차 거듭제곱근 확대이며, 어떤 라그랑주 분해식을 세제곱근 생성원으로 한다. 따라서, {\displaystyle \theta _{1}^{3}}와 {\displaystyle \theta _{2}^{3}}은 방정식의 계수를 통해 나타낼 수 있을 것이라고 예상할 수 있다. 이 증명은 이를 구체적인 계산을 통해 보이므로, 쿠머 이론을 사용하지는 않는다. #비에트 정리에 따라,
{\displaystyle \alpha +\beta +\gamma =0}
{\displaystyle \alpha \beta +\beta \gamma +\alpha \gamma =p}
{\displaystyle \alpha \beta \gamma =-q}
{\displaystyle \alpha ^{3}+\beta ^{3}+\gamma ^{3}=-3q}
{\displaystyle (\alpha ^{2}\beta +\beta ^{2}\gamma +\alpha \gamma ^{2})+(\alpha \beta ^{2}+\beta \gamma ^{2}+\alpha ^{2}\gamma )=3q}
이다. 또한,
{\displaystyle {\begin{aligned}{\sqrt {D}}&=(\alpha -\beta )(\alpha -\gamma )(\beta -\gamma )\\&=(\alpha ^{2}\beta +\beta ^{2}\gamma +\alpha \gamma ^{2})-(\alpha \beta ^{2}+\beta \gamma ^{2}+\alpha ^{2}\gamma )\end{aligned}}}
는 #판별식의 한 제곱근이다. 1의 원시 세제곱근 {\displaystyle \omega }에 대하여, {\displaystyle \omega +\omega ^{2}=-1}, {\displaystyle \omega -\omega ^{2}={\sqrt {-3}}}이 성립한다. 이를 사용하여, {\displaystyle \theta _{1}^{3}}를 다음과 같이 나타낼 수 있다.
{\displaystyle {\begin{aligned}\theta _{1}^{3}&=(\alpha +\omega \beta +\omega ^{2}\gamma )^{3}\\&=\alpha ^{3}+\beta ^{3}+\gamma ^{3}+3\omega (\alpha ^{2}\beta +\beta ^{2}\gamma +\alpha \gamma ^{2})+3\omega ^{2}(\alpha \beta ^{2}+\beta \gamma ^{2}+\alpha ^{2}\gamma )+6\alpha \beta \gamma \\&=-3q+{\frac {3}{2}}\omega (3q+{\sqrt {D}})+{\frac {3}{2}}\omega ^{2}(3q-{\sqrt {D}})-6q\\&=-{\frac {27}{2}}q+{\frac {3}{2}}{\sqrt {-3D}}\end{aligned}}}
마찬가지로,
{\displaystyle \theta _{2}^{3}=-{\frac {27}{2}}q-{\frac {3}{2}}{\sqrt {-3D}}}
이다. 세제곱근
{\displaystyle \theta _{1}={\sqrt[{3}]{-{\frac {27}{2}}q+{\frac {3}{2}}{\sqrt {-3D}}}}}
{\displaystyle \theta _{2}={\sqrt[{3}]{-{\frac {27}{2}}q-{\frac {3}{2}}{\sqrt {-3D}}}}}
를 고르자. 이는 곱에 대한 제약 조건
{\displaystyle {\begin{aligned}\theta _{1}\theta _{2}&=(\alpha +\omega \beta +\omega ^{2}\gamma )(\alpha +\omega ^{2}\beta +\omega \gamma )\\&=\alpha ^{2}+\beta ^{2}+\gamma ^{2}-\alpha \beta -\beta \gamma -\alpha \gamma \\&=(\alpha +\beta +\gamma )^{2}-3(\alpha \beta +\beta \gamma +\alpha \gamma )\\&=-3p\end{aligned}}}
을 만족시켜야 한다.
이제, {\displaystyle 1+\omega +\omega ^{2}=0}이므로,
{\displaystyle \alpha ={\frac {\theta _{1}+\theta _{2}}{3}}}
{\displaystyle \beta ={\frac {\omega ^{2}\theta _{1}+\omega \theta _{2}}{3}}}
{\displaystyle \gamma ={\frac {\omega \theta _{1}+\omega ^{2}\theta _{2}}{3}}}
이다. 여기에 {\displaystyle \theta _{1}} 및 {\displaystyle \theta _{2}}와 판별식 {\displaystyle D=-4p^{3}-27q^{2}}을 대입하면 원하는 공식을 얻는다. 일반적인 삼차 방정식의 경우, 치른하우스 변형을 되돌려 각 근에 {\displaystyle -b/3a}를 더한다.

### 표수 2
표수 2에서, 카르다노 공식은 더 이상 유효하지 않다. 예를 들어, 카르다노 공식에는 1/2이 등장하는데, 표수 2에서는 {\displaystyle 2=0}이므로 1/2이 정의되지 않는다. 체 {\displaystyle K}가 주어졌으며, {\displaystyle \operatorname {char} K=2}라고 하자. 임의의 {\displaystyle K} 계수 삼차 방정식
{\displaystyle ax^{3}+bx^{2}+cx+d=0}
{\displaystyle a,b,c,d\in K}
{\displaystyle a\neq 0}
의 근의 중복집합 {\displaystyle \{\alpha ,\beta ,\gamma \}}는 다음과 같다.
- 만약 {\displaystyle bc+ad\neq 0}이라면,
{\displaystyle \alpha =b/a+{\sqrt[{3}]{q\wp _{2}^{-1}(p^{3}/q^{2})}}+{\sqrt[{3}]{q\wp _{2}^{-1}(p^{3}/q^{2})+q}}}
{\displaystyle \beta =b/a+\omega ^{2}{\sqrt[{3}]{q\wp _{2}^{-1}(p^{3}/q^{2})}}+\omega {\sqrt[{3}]{q\wp _{2}^{-1}(p^{3}/q^{2})+q}}}
{\displaystyle \gamma =b/a+\omega {\sqrt[{3}]{q\wp _{2}^{-1}(p^{3}/q^{2})}}+\omega ^{2}{\sqrt[{3}]{q\wp _{2}^{-1}(p^{3}/q^{2})+q}}}
- 만약 {\displaystyle bc+ad=0}이라면,
{\displaystyle \alpha =b/a}
{\displaystyle \beta =\gamma =b/a+{\sqrt {p}}}

여기서
- {\displaystyle p=(b^{2}+ac)/a^{2}}
- {\displaystyle q=(bc+ad)/a^{2}}
- {\displaystyle \omega =\wp _{2}^{-1}(1)}은 1의 원시 세제곱근이다. 이는 두 개가 존재하며, 하나 {\displaystyle \wp _{2}^{-1}(1)}이 주어지면 나머지 하나는 {\displaystyle \wp _{2}^{-1}(1)+1}이다. 고르는 방법을 바꾸면 {\displaystyle \beta }와 {\displaystyle \gamma }를 순열하게 된다.
- {\displaystyle \wp _{2}^{-1}(p^{3}/q^{2})}는 2차 다항식 {\displaystyle x^{2}+x+p^{3}/q^{2}\in K[x]}의 근이다. 이는 두 개가 존재하며, 하나 {\displaystyle \wp _{2}^{-1}(p^{3}/q^{2})}가 주어지면 나머지 하나는 {\displaystyle \wp _{2}^{-1}(p^{3}/q^{2})+1}이다. 고르는 방법을 바꾸면 {\displaystyle \beta }와 {\displaystyle \gamma }를 순열하게 된다.
- 세제곱근 {\displaystyle {\sqrt[{3}]{q\wp _{2}^{-1}(p^{3}/q^{2})}}}과 {\displaystyle {\sqrt[{3}]{q\wp _{2}^{-1}(p^{3}/q^{2})+q}}}는 곱이 {\displaystyle p}가 되도록 고른다. 세 가지 방법이 있으며, 한 방법 {\displaystyle u}와 {\displaystyle v}가 주어지면 나머지 두 방법은 {\displaystyle \omega ^{2}u}와 {\displaystyle \omega v}, {\displaystyle \omega u}와 {\displaystyle \omega ^{2}v}이다. 고르는 방법을 바꾸면 세 근을 순열하게 된다.
- {\displaystyle {\sqrt {p}}}는 완전 비분해 다항식 {\displaystyle x^{2}+p\in K[x]}의 근이다. 이는 유일하며, 중복도 2를 갖는다.

이는 다음과 같이 보일 수 있다. 표수가 3이 아니므로, 압축 삼차 방정식
{\displaystyle y^{3}+py+q=0}
을 풀면 충분하다 (#압축 참고). 다만, 치른하우스 변형은 {\displaystyle x=y+b/a}가 되며, 압축 삼차 방정식의 계수는
{\displaystyle p=(b^{2}+ac)/a^{2}}
{\displaystyle q=(bd+ac)/a^{2}}
이다. 만약 {\displaystyle q=0}이라면, 방정식은 {\displaystyle y^{3}+py=0}이 된다. 표수가 2이므로, 이는
{\displaystyle y^{3}+py=y(y^{2}+p)=y(y+{\sqrt {p}})^{2}}
와 같이 인수 분해된다. 즉, 이 방정식의 근은 하나의 0과 두 {\displaystyle {\sqrt {p}}}로 이루어진다. 일반적인 삼차 방정식의 근은 여기에 {\displaystyle b/a}를 더하여 얻는다. 즉, 하나의 {\displaystyle b/a}와 두 {\displaystyle b/a+{\sqrt {p}}}이다.
이제, {\displaystyle q\neq 0}이라고 하자. {\displaystyle \{\alpha ,\beta ,\gamma \}}가 {\displaystyle y^{3}+py+q=0}의 근의 중복집합이라고 하자. 라그랑주 분해식
{\displaystyle \theta _{1}=\alpha +\omega \beta +\omega ^{2}\gamma }
{\displaystyle \theta _{2}=\alpha +\omega ^{2}\beta +\omega \gamma }
를 정의하자. 그렇다면, 카르다노 공식의 증명에서와 마찬가지로,
{\displaystyle \theta _{1}^{3}=\alpha ^{3}+\beta ^{3}+\gamma ^{3}+3\omega (\alpha ^{2}\beta +\beta ^{2}\gamma +\alpha \gamma ^{2})+3\omega ^{2}(\alpha \beta ^{2}+\beta \gamma ^{2}+\alpha ^{2}\gamma )+6\alpha \beta \gamma }
{\displaystyle \theta _{1}^{3}=\alpha ^{3}+\beta ^{3}+\gamma ^{3}+3\omega ^{2}(\alpha ^{2}\beta +\beta ^{2}\gamma +\alpha \gamma ^{2})+3\omega (\alpha \beta ^{2}+\beta \gamma ^{2}+\alpha ^{2}\gamma )+6\alpha \beta \gamma }
{\displaystyle \theta _{1}\theta _{2}=3p=p}
이다. 따라서,
{\displaystyle {\begin{aligned}\theta _{1}^{3}+\theta _{2}^{3}&=(\alpha ^{2}\beta +\beta ^{2}\gamma +\alpha \gamma ^{2})+(\alpha \beta ^{2}+\beta \gamma ^{2}+\alpha ^{2}\gamma )\\&=q\end{aligned}}}
{\displaystyle \theta _{1}^{3}\theta _{2}^{3}=(\theta _{1}\theta _{2})^{3}=p^{3}}
이다. 즉, {\displaystyle \theta _{1}^{3}}과 {\displaystyle \theta _{2}^{3}}은 이차 방정식
{\displaystyle z^{2}+qz+p^{3}=0}
의 두 근이다. {\displaystyle q\neq 0}이므로, {\displaystyle \theta _{1}^{3}/q}와 {\displaystyle \theta _{2}^{3}/q}는 이차 방정식 {\displaystyle w^{2}+w+p^{3}/q^{2}=0}의 두 근이다. 한 근을 {\displaystyle \wp _{2}^{-1}(p^{3}/q^{2})}로 적으면, 나머지 한 근은 {\displaystyle \wp _{2}^{-1}(p^{3}/q^{2})+1}이다. 편의상
{\displaystyle \theta _{1}^{3}/q=\wp _{2}^{-1}(p^{3}/q^{2})}
{\displaystyle \theta _{2}^{3}/q=\wp _{2}^{-1}(p^{3}/q^{2})+1}
이라고 하자. 이제, 세제곱근
{\displaystyle \theta _{1}={\sqrt[{3}]{q\wp _{2}^{-1}(p^{3}/q^{2})}}}
{\displaystyle \theta _{2}={\sqrt[{3}]{q\wp _{2}^{-1}(p^{3}/q^{2})+q}}}
을 곱이 {\displaystyle \theta _{1}\theta _{2}=p}가 되도록 고르자. 그렇다면, {\displaystyle 1+\omega +\omega ^{2}=0}이며, {\displaystyle \alpha +\beta +\gamma =0}이므로,
{\displaystyle \alpha =\theta _{1}+\theta _{2}={\sqrt[{3}]{q\wp _{2}^{-1}(p^{3}/q^{2})}}+{\sqrt[{3}]{q\wp _{2}^{-1}(p^{3}/q^{2})+q}}}
{\displaystyle \beta =\omega ^{2}\theta _{1}+\omega \theta _{2}=\omega ^{2}{\sqrt[{3}]{q\wp _{2}^{-1}(p^{3}/q^{2})}}+\omega {\sqrt[{3}]{q\wp _{2}^{-1}(p^{3}/q^{2})+q}}}
{\displaystyle \gamma =\omega \theta _{1}+\omega ^{2}\theta _{2}=\omega {\sqrt[{3}]{q\wp _{2}^{-1}(p^{3}/q^{2})}}+\omega ^{2}{\sqrt[{3}]{q\wp _{2}^{-1}(p^{3}/q^{2})+q}}}
이다. 일반적인 삼차 방정식의 근은 여기에 {\displaystyle b/a}을 더한다.

### 표수 3
카르다노 공식은 표수 3에서도 참이 아니다. 예를 들어, 카르다노 공식에는 1/27이 등장하는데, 표수 3에서는 {\displaystyle 27=0}이므로 이는 정의되지 않는다. 또한, 표수 3에서는 1의 원시 세제곱근이 존재하지 않는다. 사실, 표수 3에서는 {\displaystyle x^{3}-1=(x-1)^{3}}이므로, 1의 세제곱근은 1뿐이며, 그 중복도는 3이다. 특히, 1의 원시 세제곱근에 대한 라그랑주 분해식을 정의할 수 없다. 또한, {\displaystyle 3=0}이므로, 삼차 방정식에 대하여 치른하우스 변형을 사용할 수 없다.
체 {\displaystyle K}가 주어졌으며, {\displaystyle \operatorname {char} K=3}이라고 하자. 그렇다면, 임의의 삼차 방정식
{\displaystyle ax^{3}+bx^{2}+cx+d=0}
{\displaystyle a,b,c,d\in K}
{\displaystyle a\neq 0}
의 근은 다음과 같다.
- 만약 {\displaystyle b\neq 0}이라면,
{\displaystyle \alpha ={\frac {b}{a}}\left(\wp _{3}^{-1}\left({\frac {a}{b^{3}}}{\sqrt {b^{2}c^{2}-b^{3}d-ac^{3}}}\right)\right)^{2}+{\frac {ac-b^{2}}{ab}}}
{\displaystyle \beta ={\frac {b}{a}}\left(\wp _{3}^{-1}\left({\frac {a}{b^{3}}}{\sqrt {b^{2}c^{2}-b^{3}d-ac^{3}}}\right)+1\right)^{2}+{\frac {ac-b^{2}}{ab}}}
{\displaystyle \gamma ={\frac {b}{a}}\left(\wp _{3}^{-1}\left({\frac {a}{b^{3}}}{\sqrt {b^{2}c^{2}-b^{3}d-ac^{3}}}\right)+2\right)^{2}+{\frac {ac-b^{2}}{ab}}}
- 만약 {\displaystyle b=0}, {\displaystyle c\neq 0}이라면,
{\displaystyle \alpha ={\sqrt {-{\frac {c}{a}}}}\wp _{3}^{-1}\left({\frac {d}{c}}{\sqrt {-{\frac {a}{c}}}}\right)}
{\displaystyle \beta ={\sqrt {-{\frac {c}{a}}}}\wp _{3}^{-1}\left({\frac {d}{c}}{\sqrt {-{\frac {a}{c}}}}\right)+{\sqrt {-{\frac {c}{a}}}}}
{\displaystyle \gamma ={\sqrt {-{\frac {c}{a}}}}\wp _{3}^{-1}\left({\frac {d}{c}}{\sqrt {-{\frac {a}{c}}}}\right)+2{\sqrt {-{\frac {c}{a}}}}}
- 만약 {\displaystyle b=c=0}이라면,
{\displaystyle \alpha =\beta =\gamma =-{\sqrt[{3}]{\frac {d}{a}}}}

여기서
- 임의의 {\displaystyle r\in K}에 대하여, {\displaystyle {\sqrt {r}}}은 {\displaystyle r}의 제곱근이다. 이는 둘이 있으며, 하나 {\displaystyle {\sqrt {r}}}가 주어지면 나머지 하나는 {\displaystyle -{\sqrt {r}}}이다. 첫 번째 경우에서는 고르는 방법을 바꿔도 근이 순열되지 않는다. 두 번째 경우에서 고르는 방법을 바꾸면 {\displaystyle \beta }와 {\displaystyle \gamma }를 순열하게 된다.
- 임의의 {\displaystyle r\in K}에 대하여, {\displaystyle \wp _{3}^{-1}(r)}은 3차 다항식 {\displaystyle x^{3}-x-r=0}의 근이다. 이는 셋이 있으며, 하나 {\displaystyle \wp _{3}^{-1}(r)}가 주어지면 나머지 둘은 {\displaystyle \wp _{3}^{-1}(r)+1}과 {\displaystyle \wp _{3}^{-1}(r)+2}이다. 고르는 방법을 바꾸면 세 근을 순열하게 된다.
- {\displaystyle -{\sqrt[{3}]{d/a}}}는 완전 비분해 다항식 {\displaystyle x^{3}+d/a=0}의 근이다. 이는 유일하며, 중복도 3을 갖는다.

증명은 다음과 같다. {\displaystyle \{\alpha ,\beta ,\gamma \}}가 {\displaystyle ax^{3}+bx^{2}+cx+d=0}의 근의 중복집합이라고 하자. 만약 {\displaystyle b=c=0}이라면, 방정식은 {\displaystyle x^{3}+d/a=0}이 되며, 표수가 3이므로 이는 {\displaystyle \left(x+{\sqrt[{3}]{d/a}}\right)^{3}=0}으로 인수 분해된다. 따라서, {\displaystyle \alpha =\beta =\gamma =-{\sqrt[{3}]{d/a}}}이다. 만약 {\displaystyle b=0}이며 {\displaystyle c\neq 0}이라면, {\displaystyle \alpha /{\sqrt {-c/a}}}, {\displaystyle \beta /{\sqrt {-c/a}}}, {\displaystyle \gamma /{\sqrt {-c/a}}}는
{\displaystyle y^{3}-y-{\frac {d}{c}}{\sqrt {-{\frac {a}{c}}}}=0}
의 세 근이며, 이는
{\displaystyle {\frac {\alpha }{\sqrt {-c/a}}}=\wp _{3}^{-1}\left({\frac {d}{c}}{\sqrt {-{\frac {a}{c}}}}\right)}
{\displaystyle {\frac {\beta }{\sqrt {-c/a}}}=\wp _{3}^{-1}\left({\frac {d}{c}}{\sqrt {-{\frac {a}{c}}}}\right)+1}
{\displaystyle {\frac {\gamma }{\sqrt {-c/a}}}=\wp _{3}^{-1}\left({\frac {d}{c}}{\sqrt {-{\frac {a}{c}}}}\right)+2}
로 이루어진다.
이제, {\displaystyle b\neq 0}이라고 하자. 또한
{\displaystyle r={\frac {\gamma -\beta }{\alpha +\beta +\gamma }}}
라고 하자. 그렇다면,
{\displaystyle r+1={\frac {\alpha -\gamma }{\alpha +\beta +\gamma }}}
{\displaystyle r+2={\frac {\beta -\alpha }{\alpha +\beta +\gamma }}}
이다. 또한, 다음이 성립한다.
{\displaystyle {\begin{aligned}{\frac {b}{a}}r^{2}+{\frac {ac-b^{2}}{ab}}&={\frac {b}{a}}r^{2}+{\frac {c}{b}}-{\frac {b}{a}}\\&={\frac {b}{a}}(r+1)(r+2)+{\frac {c}{b}}\\&={\frac {(\alpha -\gamma )(\alpha -\beta )}{\alpha +\beta +\gamma }}-{\frac {\alpha \beta +\beta \gamma +\alpha \gamma }{\alpha +\beta +\gamma }}\\&=\alpha \end{aligned}}}
마찬가지로,
{\displaystyle {\frac {b}{a}}(r+1)^{2}+{\frac {ac-b^{2}}{ab}}=\beta }
{\displaystyle {\frac {b}{a}}(r+2)^{2}+{\frac {ac-b^{2}}{ab}}=\gamma }
이다. 이제, {\displaystyle r}가
{\displaystyle y^{3}-y-{\frac {a}{b^{3}}}{\sqrt {b^{2}c^{2}-b^{3}d-ac^{3}}}=0}
의 근임을 보이면 충분하다. 이는 다음과 같이 보일 수 있다.
{\displaystyle {\begin{aligned}(r^{3}-r)^{2}&=(r(r+1)(r+2))^{2}\\&={\frac {(\alpha -\beta )^{2}(\beta -\gamma )^{2}(\alpha -\gamma )^{2}}{(\alpha +\beta +\gamma )^{6}}}\\&={\frac {D/a^{4}}{(-b/a)^{6}}}\\&={\frac {a^{2}(b^{2}c^{2}-ac^{3}-b^{3}d)}{b^{6}}}\end{aligned}}}
여기서 {\displaystyle D}는 삼차 방정식 {\displaystyle ax^{3}+bx^{2}+cx+d=0}의 판별식이다.

## 환원 불능의 경우
{\displaystyle K=\mathbb {Q} }가 유리수체라고 하자. 그 표수는 0이므로, 카르다노 공식이 성립한다. 임의의 유리수 계수 3차 다항식
{\displaystyle f(x)=ax^{3}+bx^{2}+cx+d\in \mathbb {Q} [x]}
의 근 {\displaystyle \alpha _{0}}, {\displaystyle \alpha _{1}}, {\displaystyle \alpha _{2}}에 대한 카르다노 공식을 판별식
{\displaystyle {\begin{aligned}D(f)&=b^{2}c^{2}-4ac^{3}-4b^{3}d-27a^{2}d^{2}+18abcd\\&=a^{4}(-4p^{3}-27q^{2})\end{aligned}}}
을 사용하여 적으면 다음과 같다 ({\displaystyle i=0,1,2}).
{\displaystyle \alpha _{i}=-{\frac {b}{3a}}+{\frac {\omega ^{3-i}}{3}}{\sqrt[{3}]{-{\frac {27}{2}}q+{\frac {3}{2a}}{\sqrt {-3D(f)}}}}+{\frac {\omega ^{i}}{3}}{\sqrt[{3}]{-{\frac {27}{2}}q-{\frac {3}{2a}}{\sqrt {-3D(f)}}}}}
이제, {\displaystyle D(f)>0}이라고 가정하자. 그렇다면, {\displaystyle f}는 서로 다른 세 실근을 갖지만, 카르다노 공식은 이를 허수의 세제곱근을 사용하여 나타낸다. ({\displaystyle -3D(f)<0}이므로, {\displaystyle \textstyle {\sqrt {-3D(f)}}}는 순허수이다.) 만약 {\displaystyle f}가 {\displaystyle \mathbb {Q} [x]}의 기약 다항식이 아니라면, {\displaystyle f}는 하나 이상의 유리근을 가지며, 모든 근은 실수의 제곱근만을 사용하여 나타낼 수 있다. 예를 들어,
{\displaystyle f(x)=x^{3}-15x-4}
는 4를 근으로 하지만, 그 카르다노 공식
{\displaystyle 4={\sqrt[{3}]{2+11{\sqrt {-1}}}}+{\sqrt[{3}]{2-11{\sqrt {-1}}}}}
은 이를 두 허수 {\displaystyle 2\pm 11{\sqrt {-1}}}의 세제곱근의 합으로 나타낸다. 사실
{\displaystyle {\sqrt[{3}]{2+11{\sqrt {-1}}}}=2+{\sqrt {-1}}}
{\displaystyle {\sqrt[{3}]{2+11{\sqrt {-1}}}}=2-{\sqrt {-1}}}
이므로, 두 세제곱근의 합은 4가 맞다. 만약 {\displaystyle f}가 {\displaystyle \mathbb {Q} [x]}의 기약 다항식이라면, 허수의 거듭제곱근은 불가피하다. 즉, {\displaystyle f}의 근들은 실수이지만, 실수의 거듭제곱근만을 사용하여 나타낼 수 없다.:633 이를 환원 불능의 경우(라틴어: casus irreducibilis 카수스 이레두키빌리스[*])라고 한다. 예를 들어,
{\displaystyle f(x)=x^{3}-3x+1}
의 근은
{\displaystyle \zeta _{9}+\zeta _{9}^{8}}
{\displaystyle \zeta _{9}^{7}+\zeta _{9}^{2}}
{\displaystyle \zeta _{9}^{4}+\zeta _{9}^{5}}
이다. 여기서
{\displaystyle \zeta _{9}={\sqrt[{3}]{\frac {-1+{\sqrt {-3}}}{2}}}=\mathrm {e} ^{2\mathrm {i} \pi /9}}
는 1의 9차 원시 거듭제곱근이다. 세 근은 모두 실수지만, 거듭제곱근을 실수에만 씌워서는 나타낼 수 없다.
환원 불능의 경우는 갈루아 이론을 사용하여 다음과 같이 보일 수 있다. 귀류법을 사용하여, 다항식 {\displaystyle f\in \mathbb {Q} [x]}가 다음 조건들을 만족시킨다고 하자.
- {\displaystyle \deg f=3}
- 기약 다항식이다. 즉, 유리근을 갖지 않는다.
- {\displaystyle D(f)>0}. 즉, 서로 다른 세 실근을 갖는다.
- 어떤 근을 실수의 거듭제곱근만으로 나타낼 수 있다.

그렇다면, {\displaystyle \textstyle \mathbb {Q} ({\sqrt {D(f)}})/\mathbb {Q} }는 1차 또는 2차 확대이므로, {\displaystyle f}는 {\displaystyle \textstyle \mathbb {Q} ({\sqrt {D(f)}})[x]}에서도 기약 다항식이다. 또한, {\displaystyle f}의 {\displaystyle \textstyle \mathbb {Q} ({\sqrt {D(f)}})}에 대한 분해체의 갈루아 군은 3차 순환군이다 (#갈루아 군 참고). 따라서, 다음 조건들을 만족시키는 체의 확대의 열
{\displaystyle \mathbb {Q} \left({\sqrt {D(f)}}\right)=K_{0}\subseteq K_{1}\subseteq \cdots \subseteq K_{n}}
이 존재한다.
- {\displaystyle K_{n}\subseteq \mathbb {R} }
- 모든 {\displaystyle i=1,\dots ,n}에 대하여, {\displaystyle K_{i}=K_{i-1}({\sqrt[{p_{i}}]{a_{i}}})}인 {\displaystyle a_{i}\in K_{i-1}} 및 소수 {\displaystyle p_{i}}가 존재한다.
- {\displaystyle K_{n-1}}은 {\displaystyle f}의 근을 포함하지 않는다.
- {\displaystyle K_{n}}은 {\displaystyle f}의 모든 근을 포함한다.

이제, {\displaystyle [K_{i}:K_{i-1}]=d_{i}}라고 하자. 그렇다면, {\displaystyle K_{i-1}\subseteq \mathbb {R} }이므로, {\displaystyle {\sqrt[{p_{i}}]{a_{i}}}}의 {\displaystyle K_{i-1}}에 대한 최소 다항식의 상수항은 {\displaystyle \pm ({\sqrt[{p_{i}}]{a_{i}}})^{d_{i}}}이다. 따라서 {\displaystyle ({\sqrt[{p_{i}}]{a_{i}}})^{d_{i}}\in K_{i-1}}이다. 그런데 {\displaystyle ({\sqrt[{p_{i}}]{a_{i}}})^{p_{i}}=a_{i}\in K_{i-1}}이므로, {\displaystyle d_{i}=p_{i}}이거나 아니면 {\displaystyle d_{i}=1}이다. {\displaystyle f}의 근이 {\displaystyle K_{n}\setminus K_{n-1}}에 속하므로, {\displaystyle 3\mid d_{n}}이다. {\displaystyle d_{n}}은 1이거나 소수이므로, {\displaystyle d_{n}=3}이다. 즉, {\displaystyle K_{n}}은 {\displaystyle f}의 {\displaystyle K_{n-1}}에 대한 분해체이며, 따라서 {\displaystyle K_{n}/K_{n-1}}은 갈루아 확대이다. {\displaystyle {\sqrt[{3}]{a_{n}}}\in K_{n}}이므로, {\displaystyle K_{n}}은 {\displaystyle a_{n}}의 다른 세제곱근들도 포함해야 한다. 이는 {\displaystyle \omega {\sqrt[{3}]{a_{n}}}}과 {\displaystyle \omega ^{2}{\sqrt[{3}]{a_{n}}}}이므로, {\displaystyle K_{n}}은 1의 원시 세제곱근 {\displaystyle \omega }를 포함한다. 이는 {\displaystyle K_{n}\subseteq \mathbb {R} }과 모순이다.

## 역사
고대 바빌로니아에서는, 수표를 이용하여 삼차 방정식의 근을 어느 정도의 근사치로서 구할 수 있었다.
또한 고대 그리스에서는 키오스의 히포크라테스에 의해서  {\displaystyle p}, {\displaystyle q} 로부터
p : x = x : y = y : q
되는 수 x, y 을 요구한다고 하는 비의 문제인 입방 배적 문제로 알려져 있다. 입방 배적 문제는 3대 작도 문제중 1개이다.
메나이크모스는 히포크라테스의 아이디어로부터 원추 곡선을 생각해 내어 입방 배적 문제를 원추곡선에 의한 작도에 의해서 풀어내었다. 메나이크모스는 이 업적으로 인하여 원추 곡선의 발견자라고 알려져 있다. 입방 배적 문제는
x3 = 2 p3 (p > 0)
의 형태의 삼차 방정식을 푸는 것과 같고 메나이크모스에 의한 방법은, 삼차 방정식의 기하학적 해법 중 1개로 생각 할 수 있어서 원추 곡선의 표를 계산해 두면 삼차 방정식의 근의 근사치도 알 수 있게 된다. 그러나 일반적으로 원추 곡선은 플라톤의 작도 아래에서도 작도할 수 있다. 곡선은 아니기 때문에 원추 곡선에 의한 기하학적 해법은 입방 배적 문제의 해법으로 보이지는 않는다.
이러한 원추 곡선의 연구는 아르키메데스나 이븐 알 하이탐 등을 거쳐, 셀주크 제국 시대 페르시아의 오마르 하이얌에 의해 확장되어 여러 가지 형태를 취한 3차방정식의 근이 원추 곡선끼리의 교점으로서
삼차 방정식의 대수적 해법은 16세기 무렵에 볼로냐 대학의 시피오 델페로가 발견한 것으로 여겨지고 있다.
x3 + a1 x = a0 (a1 및 a0 은 음수)
이런 형태의 공식이다. 당시에는 음수는 인정되지 않았기 때문에 계수는 아주 한정되어 있었다.
이 방정식 자체는 특수한 형태이지만, 일반적인 삼차 방정식은 이 형태로 변형할 수 있기 때문에, 본질적으로는 삼차 방정식은 델페로가 풀었다고 해도 과언은 아니다. 또한 이 방정식의 경우는 계수의 부호의 제약으로부터 환원 불능이 되지 않는다.
델페로는 이 해법을 공개하지 않고, 제자 몇 명에게만 알려준 뒤 1526년에 죽었다. 그리고 그 제자 중의 한 명인 안토니아 마리아 피올(Antonio Maria Fior)은 이 방법을 이용하여 당시에 성행했던 금전을 건 계산 승부에서 계속 이겼다.
삼차 방정식의 해답이 있다고 하는 소문을 바탕으로 타르탈리아(Tartaglia)는 독자적인 힘인지는 몰라도
x3 + a2 x2 = a0 (a2 및 a0는 정수）
의 형태의 삼차 방정식을 푸는 것에 성공한 뒤 델·페로의 삼차 방정식의 해법도 알아냈다. 타르탈리아가 삼차 방정식을 풀었다는 소문을 들은 피올은 소문을 믿지 않고 타르탈리아에게 계산 승부에서 패배시켜 자신의 명성을 올리려고 하였지만, 델·페로의 삼차 방정식의 해법 밖에 몰랐기 때문에 피올은 타르탈리아와의 승부에서 지게 된다.
타르탈리아가 삼차 방정식의 대수적 해법을 알고 있다고 듣게 된 카르다노는 타르탈리아에게 간절히 부탁을 하여 삼차 방정식의 해법을 알아냈다. 카르다노는 제자인 로도비코 페라리와 얻은, 일반적인 사차 방정식의 대수적 해법과 아울러, 삼차 방정식의 대수적 해법을 출판하고 싶다고 생각했지만, 타르탈리아에게 해법을 비밀에 붙인다고 맹세했기 때문에 출판할 수는 없었다.
거기서, 일찍이 델페로가 3차방정식의 대수적 해법을 얻었다고 하는 소문을 믿고 페라리와 볼로냐에 가서, 델페로의 양자인 안니바레 델라 나베를 만나 델페로의 유고를 보고 그것을 읽은 카르다노는 타르탈리아가 3차방정식을 푼 최초의 사람이 아닌 것을 알았으므로, 타르탈리아와의 약속을 무효화 시켜 1545년에 수학,철학,의학의 내용을 담는 《아르스 마그나》(Ars Magna)를 출판해,책의 제4부에서 여러 가지 형태의 삼차 방정식의 해법을 공표했다.
이에, 삼차 방정식의 해법은 “카르다노의 방법”으로도 불리게 되었다. 이 일은 타르탈리아를 격노시켜 논쟁으로 발전했지만, 카르다노는 《아르스 마그나》에서 델페로와 타르탈리아의 공적에 대해 칭찬하고 있어, 삼차 방정식의 해법이 카르다노 자신의 독자적인 방법이라고 속인 것은 아니다. 또한 타르탈리아로부터 해의 도출 방법까지는 묻지 않고 다양한 형태의 삼차 방정식에 대한 해를 나타낸 일은 카르다노 자신의 업적이다.
카르다노의 공식에서
{\displaystyle x^{3}+px+q=0}
이런 최고차항이 사라진 삼차 방정식은
{\displaystyle x=u+v}로 정리할 수 있고,
{\displaystyle \left({q \over 2}\right)^{2}+\left({p \over 3}\right)^{3}<0}
이 때의 음수의 제곱근이 나타난다. 이것은 이 방정식의 판별식
{\displaystyle D=4p^{3}+27q^{2}}
과 같은 조건이다.
즉 {\displaystyle D<0} 일 때, 3개가 다른 실근을 가지게 되는 조건이다. 실근 밖에 없는 데도 여기에 관련 되지 않고서는 카르다노의 공식에서는 음수의 제곱근을 경유할 필요가 있었다. 카르다노는 음수의 제곱근을 계산에 이용하는 것은 있었지만 그러한 경우는 불가능하고 도움이 되지 않는 것이라고 생각하고 있었다
라파엘 봄벨리(Rafael Bombelli)는 이 경우를 자세하게 연구해 1572년에 출판한 「대수학」(Algebra)에 적었다. 형식적인 계산이긴 하지만 당시에는 아직 알려지지 않았다 이 계산은 허수의 계산과 같았다. 본베리는
{\displaystyle x^{3}=15x+4}
이런 공식에 x = 4를 해로 가지는 방정식에 예를 주었다 이 방정식을 카르다노의 공식에서 계산해 보면
{\displaystyle x={\sqrt[{3}]{2+{\sqrt {-121}}}}+{\sqrt[{3}]{2-{\sqrt {-121}}}}}
이 되지만 본베리는 이 우변은 오늘날의 공역의 복소수화 라고 생각해 음수의 제곱근 연산 규칙을 준 다음
{\displaystyle \left(2\pm b{\sqrt {-1}}\right)^{3}=2\pm {\sqrt {-121}}}
로부터 b = 1 을 요구하여 원 방정식이 x = 4를 해로 가지는 것을 설명했다.
일반적으로는
{\displaystyle \left(a\pm b{\sqrt {-1}}\right)^{3}=2\pm {\sqrt {-121}}}
로부터 a, b 의 두개의 값을 요구하지 않으면 안되지만 이것을 요구하기 위해서는 다른 3차방정식이 나타나기 때문에 카르다노는 이 경우를 환원 불능의 경우라고 불렀다. 이 환원 불능의 경우를 회피하기 위해서 여러 가지 노력이 이루어졌지만 실은 허수를 피해서 실수의 거듭제곱근과 사칙연산을 유한하게 사용하는 것으로는 해를 찾아내는 것은 불가능 하기 때문에 모두 헛수고로 끝났다.

## 같이 보기
- 일차 방정식
- 이차 방정식
- 사차 방정식
- 오차 방정식
- 육차 방정식
- 칠차 방정식
- 황금비

## 참고 문헌
1. ↑  Irving, Ronald S. (2004), 《Integers, polynomials, and rings》, Springer-Verlag New York, Inc., ISBN 0-387-40397-3, Chapter 10 ex 10.14.4 and 10.17.4, pp. 154–156
2. ↑  Artin, Michael (2011). 《Algebra》 (영어) 2판. Prentice Hall. ISBN 978-0-13-241377-0. IA algebra0000arti_e8q5_2edi.
3. ↑  Dummit, David S.; Foote, Richard M. (2004). 《Abstract algebra》 (영어) 3판. 치체스터: Wiley. ISBN 0-471-43334-9. MR 2286236. OCLC 248917264. Zbl 1037.00003.
4. ↑  “보관된 사본” (PDF). 2008년 6월 26일에 원본 문서 (PDF)에서 보존된 문서. 2016년 7월 1일에 확인함.